# Leuchtturm Sanji
Der Leuchtturm Sanji (manchmal auch Sanschijka genannt, ukrainisch Санжійський маяк Sanschijskyj majak) ist ein Leuchtturm an der Küste des Schwarzen Meeres im Dorf Sanschijka in der Region Odessa, Ukraine. In diesem Bereich des Schwarzen Meeres gibt es zwei Unterwasserströmungen, die vom Bosporus und der Straße von Kertsch kommen. Dieses Phänomen ist eine große Gefahr für Schiffe. Aufgrund von Erdrutschen näherte sich das Meer bisher dem Leuchtturm mit 1 m pro Jahr. 2010 war er nur noch 80 m vom Ufer entfernt.
Der Leuchtturm wurde am Rand des Dorfes Sanschijka 17 km nordwestlich der Dnister-Mündung installiert, um die notwendige Sicherheit der Schifffahrt auf den Zufahrten zu den Häfen Tschornomorsk und Bilhorod-Dnistrowskyj zu gewährleisten. Im Ortswappen ist der Leuchtturm abgebildet.
Jetzt beträgt die Höhe des Turms vom Sockel ca. 28 m, die Höhe des Feuers liegt bei 41 m über dem Meeresspiegel, die Reichweite ist mit 27 Seemeilen angegeben.

## Geschichte
Der erste Leuchtturm in dieser Region war der legendäre Turm des Neoptolemos, benannt nach dem pontischen Helden. Nach alten Geographen stand der Turm an der Mündung der Tiras. Schriftliche Quellen erwähnen diesen Turm zuletzt zu Beginn unserer Zeitrechnung, dann geriet er in Vergessenheit. Höchstwahrscheinlich wurde er zerstört und befindet sich jetzt auf dem Schelf des Schwarzen Meeres.
In den Jahren 1792–1793 wurde beschlossen, an dieser Stelle einen Wachturm zu errichten, der eine Garnison beherbergte. Um Schiffe vor der Gefahr zu warnen, wurden zunächst Marineflaggen am Turm aufgehängt. Das Hauptgebäude des Leuchtturms wurde 1921 errichtet und am 1. Juli des Jahres wurde das Feuer entzündet. Bis 1938 war die Anlage dem Lotsendienst von Odessa unterstellt, und nach der Reform dem Hydrographischen Dienst des Bezirks Odessa. Auch während der deutschen Besatzung im Zweiten Weltkrieg wurde der Betrieb aufrechterhalten.
Der modernisierte Turm wurde 1956 gebaut.
Die optische Beleuchtungseinrichtung wurde dem Stand der Technik angepasst. Die bisherige Reichweite war mit 12 Seemeilen unzureichend, da der Schiffsverkehr im nordwestlichen Teil des Schwarzen Meeres intensiver wurde und die Geschwindigkeit der Schiffe zunahm. Daher begann 1957 der Wiederaufbau des Leuchtturms, der Ende 1960 abgeschlossen wurde.
1987 wurden am Sanji-Leuchtturm ein Antwort-Radarbake und ein Reservefeuer installiert und zehn Jahre später erneut aufgerüstet.
Ende 2010 wurde ein neuer Leuchtturm in Betrieb genommen. Das Gebäude wurde mit der Reproduktion aller Navigations- und technischen Merkmale und des Aussehens seines Vorgängers gebaut. Es wurde beschlossen, die Höhe des Sockels um 9 m zu erhöhen, damit wurde seine Höhe über dem Meeresspiegel um 6 m erhöht, da der neue Platz tiefer liegt. Somit ist die Erkennbarkeit bei Tageslicht verbessert. Der alte Turm, der wegen der Ufernähe gefährdet war, wurde inzwischen abgerissen. Der Neubau liegt ca. 100 m landeinwärts, direkt an der Zentralstraße (ukrainisch Центральна вулиця Zentralna wulyzja).

## Philatelistische Würdigung
In philatelistischer Würdigung des alten Leuchtturms gab die Ukrainische Post mit Ausgabetag 8. Oktober 2010 in einem Block von sechs Leuchtturm-Postwertzeichen eine Briefmarke im Wert von 2.00 Hrywnja heraus.
Die Ausgabe 2010 (Nr. 1069–1074) erfolgte in einer Auflage von 115.000 Stück.

## Galerie

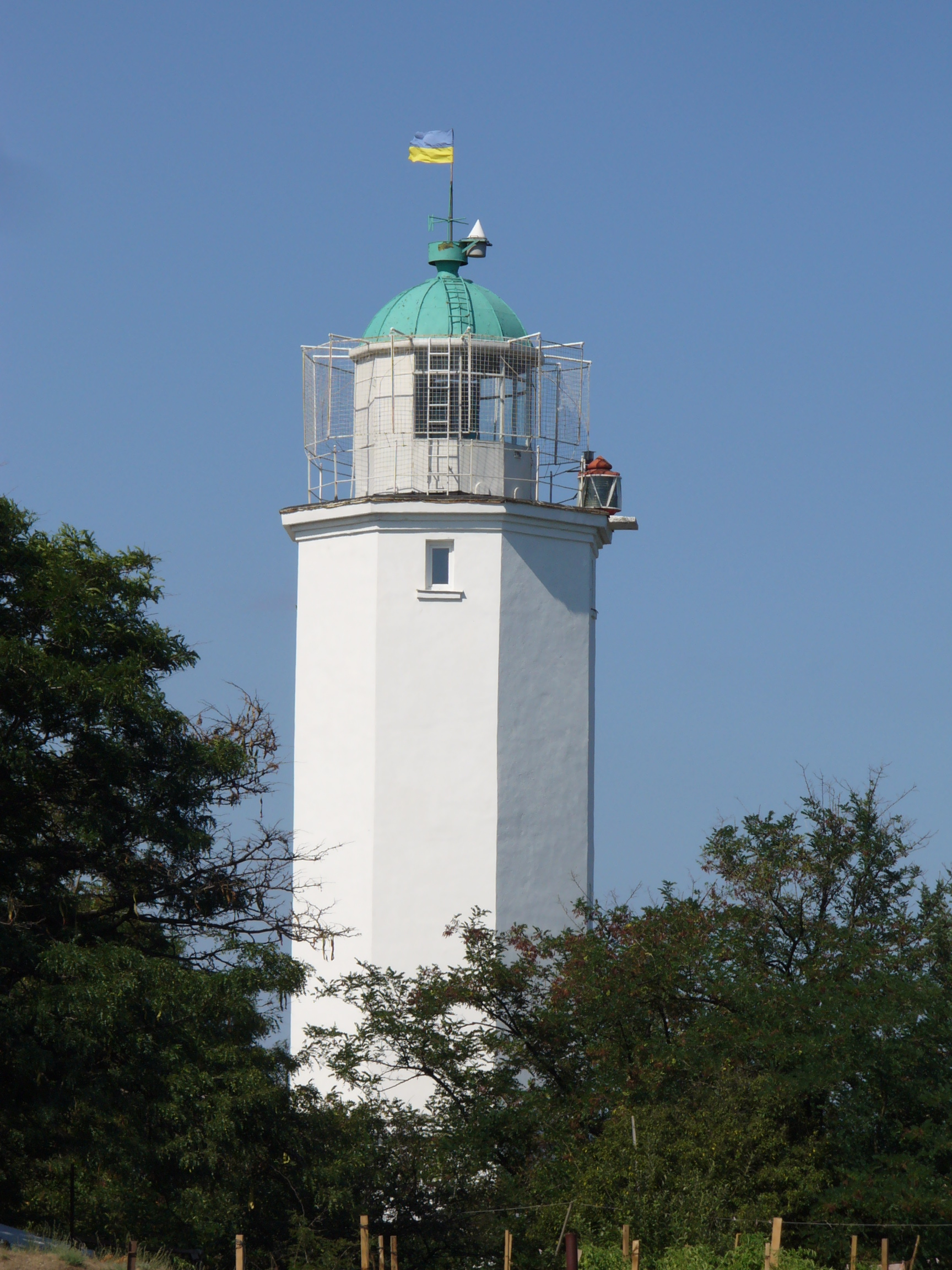
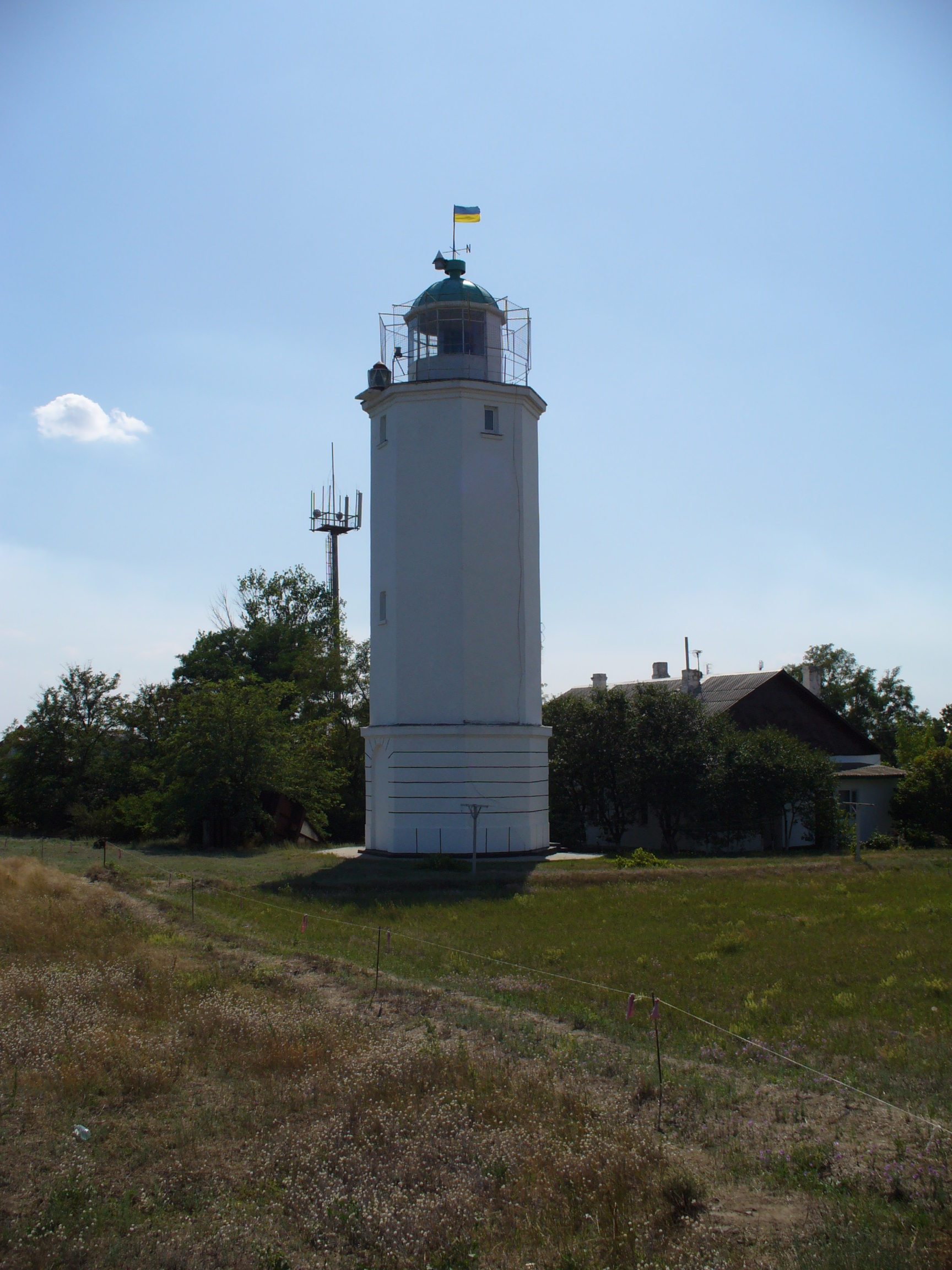
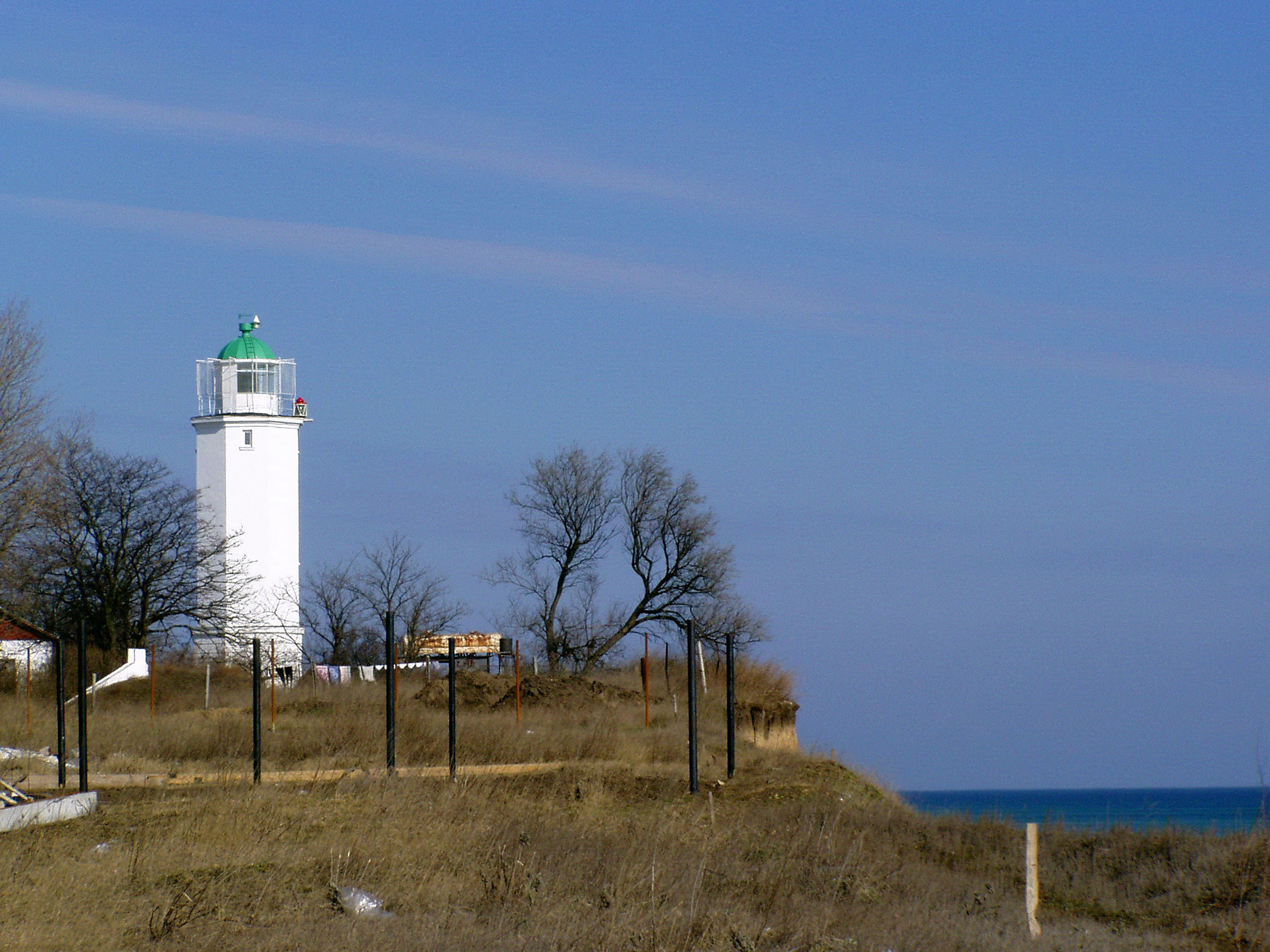
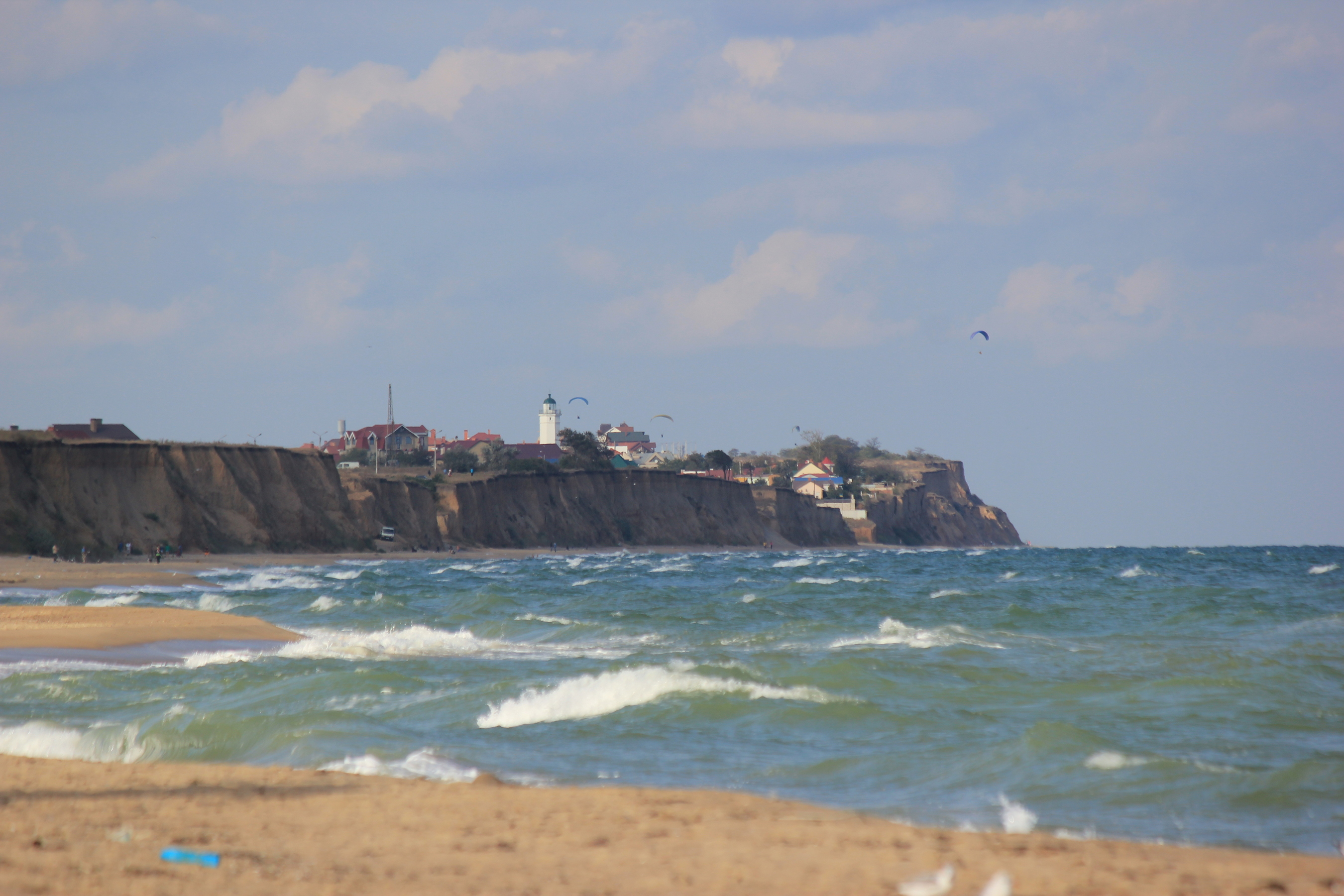
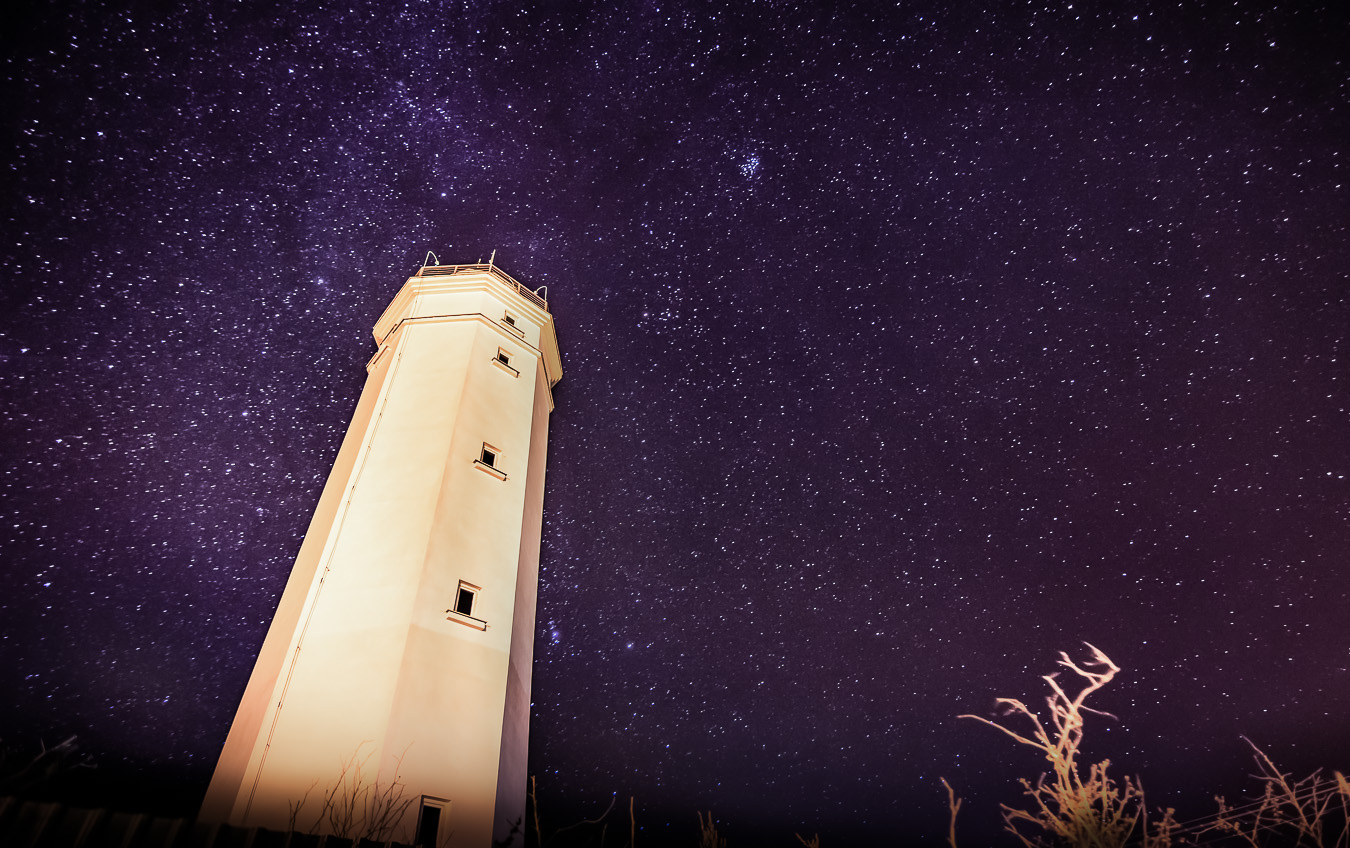
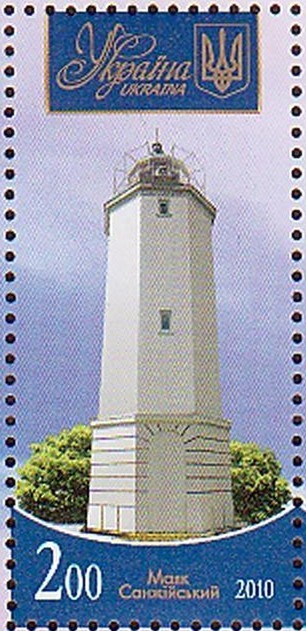